# Rádio Amizade (Flores da Cunha)
Rádio Amizade é uma emissora de rádio brasileira sediada em Flores da Cunha, cidade do estado do Rio Grande do Sul. Opera no dial FM, na frequência 89.1 MHz, e pertence ao Grupo RSCOM, que também é responsável pela Rádio Amizade de Bento Gonçalves.

## História
A emissora foi lançada em agosto de 2006, em caráter experimental, transmitindo programação popular. A expectativa era de que a emissora passaria a ter projeto jornalístico e que iria se chamar RSNEWS FM. Em dezembro de 2006, estreia oficialmente a Pop Show FM, emissora com programação popular. A emissora permaneceu no ar até 2013, quando foi substituída pela Rádio Viva.